# Siège de Fougères (1449)
 (septembre 2023).
Pour les articles homonymes, voir Siège ou bataille de Fougères.
Guerre de Cent Ans
Batailles
Le siège de Fougères se déroula lors de la guerre de Cent Ans. La ville, prise par surprise par les Anglais, fut ensuite assiégée par les troupes du duc de Bretagne en 1449. Cette bataille mit fin à la trêve entre la France et l'Angleterre qui durait depuis quatre ans.

## Histoire du siège

### Prélude
En 1449, les royaumes de France et d'Angleterre sont en paix depuis 1445. Le duc de Bretagne, François Ier de Bretagne est alors vassal du roi de France comme du roi d'Angleterre. Mais son frère, Gilles de Bretagne, chef du parti pro-anglais s'oppose à lui et tente de gagner à lui le Roi d'Angleterre. Le duc le fait alors arrêter le 26 juin 1446. Cet emprisonnement provoque l'indignation du Roi Henri VI d'Angleterre qui exige la libération du prisonnier. Finalement après trois ans de négociations vaines, le roi Henri décide de tenter un coup de force en prenant une place forte bretonne, afin d'exiger du duc la libération de Gilles en échange de la restitution de cette place.

### Prise de Fougères par les Anglais

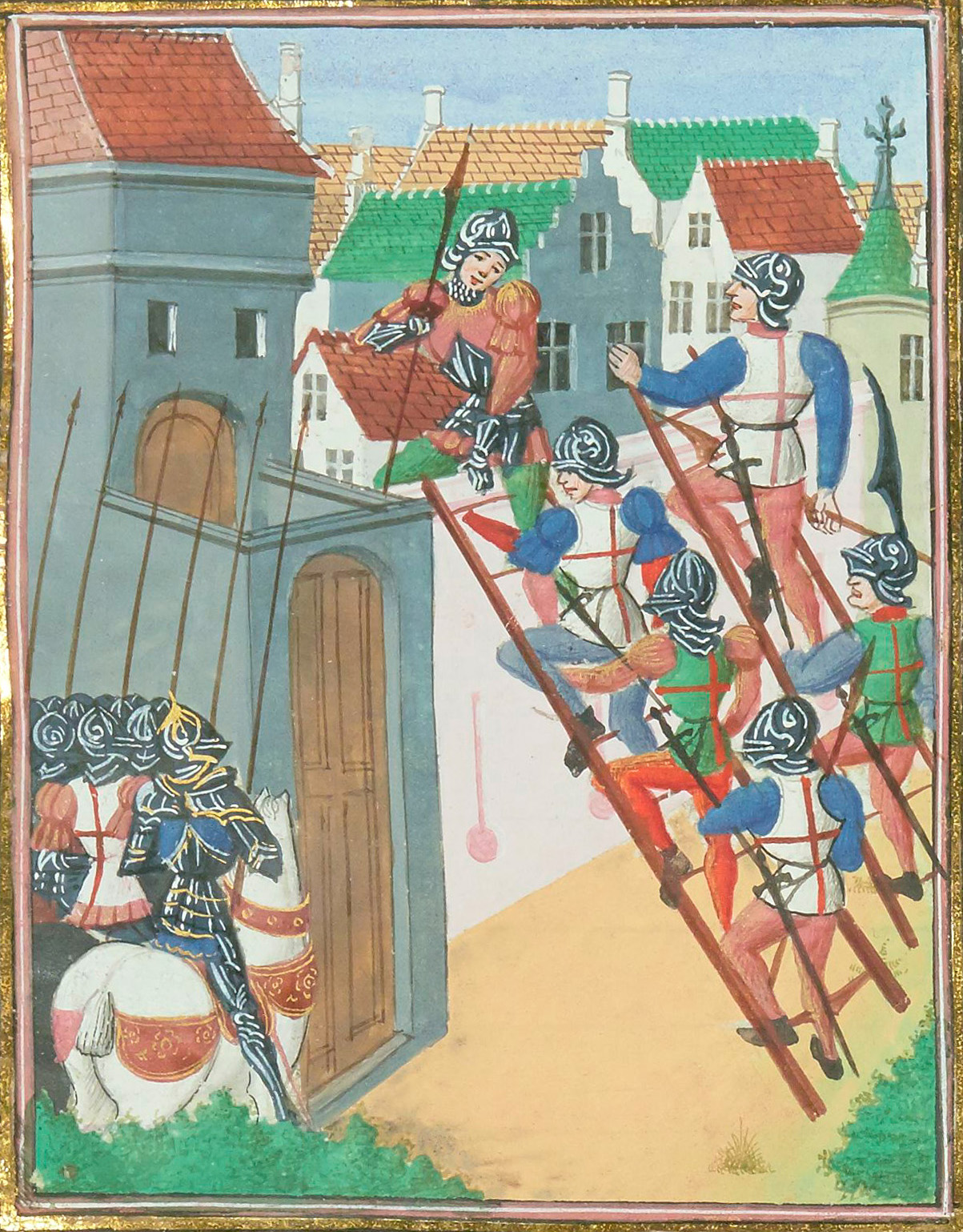
La prise de Fougères par les hommes de François de Surienne. Enluminure attribuée à Philippe de Mazerolles, extraite de La Cronicque du temps de tres chrestien roy Charles, septisme de ce nom, roy de France par Jean Chartier, Paris, BnF, département des manuscrits, Ms. Français 2691,, fin du XVe siècle.

François de Surienne, dit l'Aragonais est choisi pour cette mission ; c'était un capitaine mercenaire spécialisé dans l'attaque surprise des villes à l'échelle, il en avait déjà prises 32. Surienne convainc le Roi Henri d'attaquer Fougères, place frontalière à la Normandie, alors anglaise, et en outre la plus riche ville des marches de Bretagne. Le roi approuve le plan de Surienne et le nomme capitaine de Condé-sur-Noireau, conseiller de son grand conseil, et le fait chevalier de la Jarretière.
De retour en Normandie, Surienne rassemble 600 mercenaires à Condé-sur-Noireau. Le 19 mars 1449, il quitte la place et prend la direction de Fougères. Dans la nuit du 23 au 24 mars, les Anglais arrivent en vue de la ville. Surienne connaît la place et ses forces, tenu informé par un espion depuis plusieurs mois. Les Anglais s'approchent alors de murailles avec leurs échelles et sans être aperçus, escaladent les murs sur deux points. Le premier groupe s'empare de la ville, le deuxième prend le château. La garnison qui, en période de paix, ne compte qu'une poignée d'hommes, est capturée. 
À l'aube du 24, à 7 heures du matin, les Anglais ouvrent les portes au gros de l'armée, restée à l'extérieur. Les mercenaires se répandirent alors dans la ville et commettent toutes sortes d'exactions contre la population : massacres, incendies, pillages, tortures et viols. Le butin prélevé par les Anglais fut extrêmement lourd, près de deux millions d'écus.

### Alliance de la Bretagne à la France
Mais la réaction du duc de Bretagne ne fut pas celle souhaitée par le Roi d'Angleterre. Le duc François tente bien d'abord d'ouvrir des négociations, il envoie à Fougères le maréchal de Bretagne Michel de Parthenay pour traiter avec Surienne. Mais celui-ci refuse de rendre la place, même lorsqu'on lui propose la libération de Gilles. Le duc envoie alors un ambassadeur au duc de Somerset, commandant de la Normandie mais sans succès. Sommerset désapprouvait l'action de Surienne, mais comme celui-ci avait des ordres du Roi, il avait laissé faire.
Les négociations ayant échoué, le duc François s'adresse alors au roi de France Charles VII. Ce dernier envoie à son tour des ambassadeurs en Angleterre, mais le roi Henri refuse de céder la place, avançant qu'il s'agissait d'une juste punition contre son vassal, en représailles de l'emprisonnement de Gilles. Une conférence se tint au Port-Saint-Ouen, près de Rouen, mais n'eut aucun résultat. Il n'y avait désormais plus d'autre issue que la voie des armes.

### Le siège de Fougères
La trêve entre la France et l'Angleterre est brisée. Le 7 juin 1449, le duc de Bretagne fit alliance avec le roi de France. Peu de temps après, l'armée française entrait en Normandie. Pendant ce temps, François Ier réunit son armée à Saint-Aubin-du-Cormier. Vers fin juillet-début septembre, l'armée ducale, sous le commandement du deuxième frère du duc, le comte de Guingamp mettait le siège devant Fougères. Rapidement, François Ier, à la tête de son armée se rendit maître du Cotentin ; il regagna alors Fougères, où il prit lui-même la direction du siège contre les Anglais, désormais isolés. 
Les Bretons construisirent deux forts, l'un devant la porte Saint-Léonard, l'autre face à la porte de Rillé. Les deux autres portes de la ville étaient surveillées par les troupes du duc et celles de son cousin, le connétable de Richemont. L'artillerie bretonne tenta d'abord de fracasser les portes mais sans résultat, elle finit par renoncer. Les Bretons repérèrent alors les points où la muraille paraissait la plus vulnérable et entreprirent de creuser des tranchées pour pouvoir y aménager l'artillerie. Les travaux, exécutés sous les tirs des archers anglais furent cependant longs et pénibles. À plusieurs reprises, les Anglais tentèrent des sorties où ils parvenaient à endommager les ouvrages. Les combats causèrent cependant de lourdes pertes de part et d'autre.

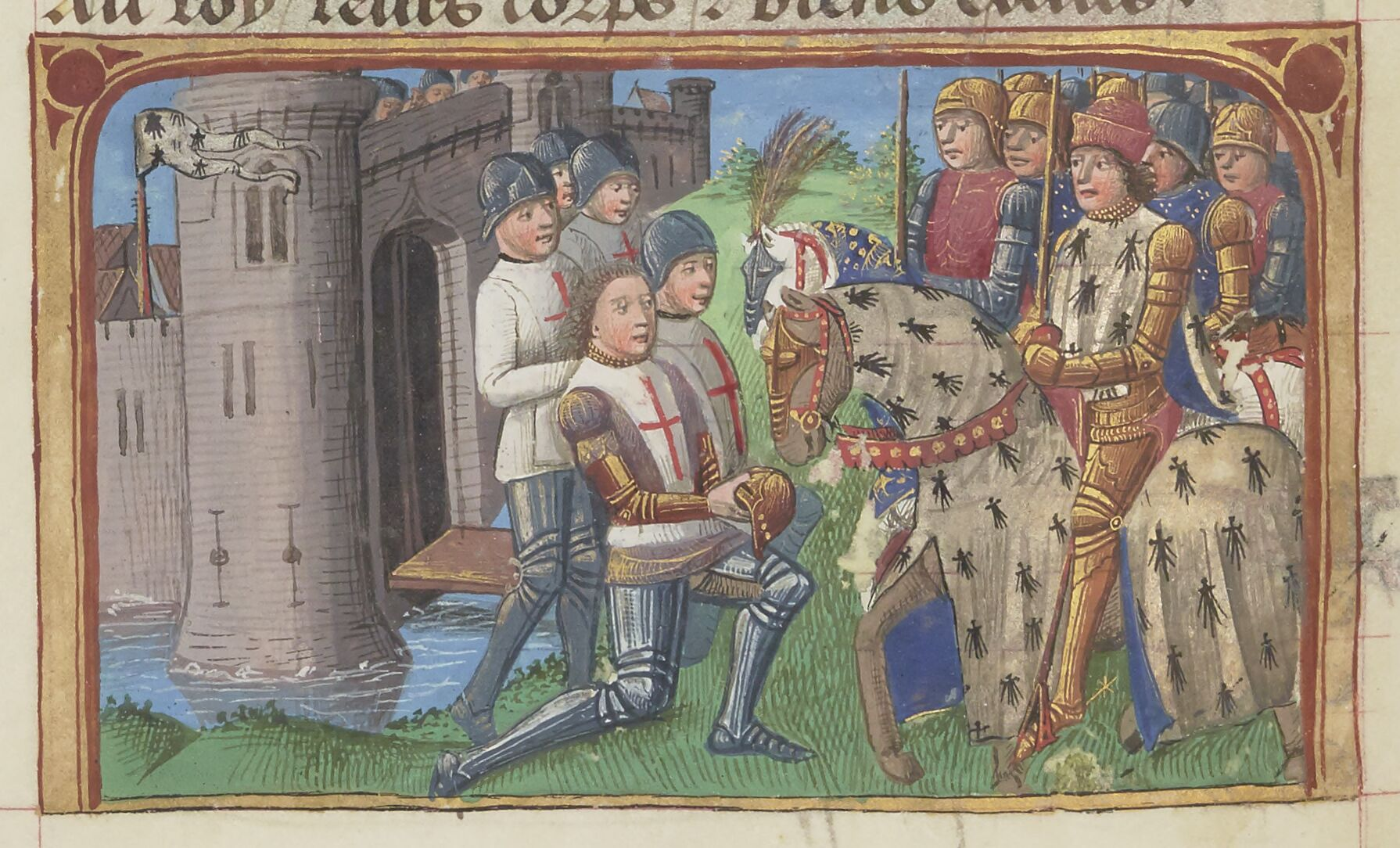
François de Surienne se rend au duc de Bretagne. Vigiles de Charles VII.

Les tranchées construites, l'artillerie entama une longue canonnade qui finit par ouvrir des brèches sur plusieurs points. Les Anglais rebouchèrent en formant des barricades faites de tonneaux et de sacs de terre. Les soldats bretons durent alors se porter aux pieds des murailles afin de démolir ces ouvrages avec des crochets de fer. Fougères était sur le point de tomber lorsque les épidémies frappèrent l'armée ducale et firent de nombreuses victimes parmi les soldats et les officiers. Malgré les conseils de ses vassaux, le duc refusait toutefois d'accepter les offres de reddition anglaises, bien décidé à reprendre la ville d'assaut. Mais un par un, les vassaux commencèrent à quitter l'armée et à regagner leurs terres. Voyant ses effectifs diminuer, le duc François dut accepter d'ouvrir des pourparlers avec Surienne. Ceux-ci aboutirent rapidement, les Anglais se rendirent et restituèrent la ville au duc. En échange, ils furent autorisés à repartir libres avec armes et bagages. Le 4 novembre 1449, après plus de deux mois de siège, le duc pouvait faire son entrée dans Fougères.
Cependant les pillages des Anglais avaient ruiné la ville jusque-là prospère. Le duc exempta les Fougerais d'impôts pour une durée de 20 ans.